# Expo 2023
Die Weltausstellung Expo 2023 sollte vom 15. Januar bis zum 15. April 2023 in Buenos Aires stattfinden und wäre die erste Weltausstellung in Lateinamerika gewesen. Die Vergabe durch das Bureau International des Expositions (BIE) erfolgte am 15. November 2017. Am 14. Oktober 2020 gab die argentinische Regierung bekannt, dass die Ausstellung aufgrund von mit der COVID-19-Pandemie zusammenhängenden finanziellen Schwierigkeiten nicht wie geplant stattfinden würde.
Es handelt sich nach der Expo 95 um die zweite abgesagte Weltausstellung. 

## Vergabe

### Kandidaturen
Für die Ausstellung bewarben sich drei Städte: Łódź reichte seine Kandidatur am 15. Juni 2016 ein, wodurch anderen Städten sechs Monate blieben, um ihrerseits Bewerbungen einzureichen. Es folgten Minneapolis bzw. der gesamte Staat Minnesota, Rio de Janeiro und Buenos Aires.
- Polen – Łódź („City Re:Invented.“)
- Vereinigte Staaten – Minneapolis bzw. Minnesota („Healthy People, Healthy Planet: Wellness and Well Being for All.“)
- Brasilien – Rio de Janeiro
- Argentinien – Buenos Aires („Science, Innovation, Art and Creativity for Human Development. Creative Industries in Digital Convergence“)

### Wahl
Am 15. November 2017 wählte das BIE auf seiner 162. Generalversammlung Buenos Aires zum Austragungsort. Dabei erhielten Łódź und Buenos Aires im ersten Wahlgang jeweils 46 Stimmen, womit Minneapolis mit 25 Stimmen bei einer Enthaltung ausschied. Im zweiten Wahlgang erhielt Buenos Aires 62, Łódź 56 Stimmen.

## Konzept
Die Veranstalter rechneten mit insgesamt 9,4 Millionen Besuchern für die Ausstellung, an der über 100 Länder teilnehmen sollten.